# 希洛國際機場
希洛國際機場（英語：Hilo International Airport）是一座位於美國夏威夷州夏威夷島希洛的國際機場，其主要民航業務為美國本土的跨洋國內線。

## 航空公司與目的地
| 航空公司   | 目的地                      |
| ---------- | --------------------------- |
| 梅莎航空   | 檀香山                      |
| 夏威夷航空 | 檀香山、卡務爐以            |
| 聯合航空   | 洛杉磯、舊金山              |
| 西南航空   | 檀香山（2020年1月19日開航） |